# Blattnasennattern
Die Blattnasennattern (Langaha) sind eine Gattung natternartiger Schlangen aus der Familie Pseudoxyrhophiidae mit derzeit drei bekannten Arten, deren Verbreitungsgebiet auf den Inselstaat Madagaskar beschränkt ist. Es handelt sich um sehr schlanke Schlangen mit Körperlängen bis zu 1,20 Metern. Als anatomische Besonderheit besitzen die Tiere einen auffälligen Nasenaufsatz aus verlängerten Schuppen, dessen Funktion bis heute ungeklärt ist.

## Merkmale
Die Blattnasennattern erreichen Körperlängen von bis zu 1,20 Metern und sind in ihrer Gestalt sehr schlank. Die Weibchen sind gleichmäßig braun gefärbt und besitzen dunklere Flecken oder Balken auf dem Rücken, die Männchen haben eine rotbraune Oberseite und eine gelbe Bauchseite, die durch eine klare weiße Linie voneinander getrennt sind.
Der Kopf ist deutlich von restlichen Körper abgesetzt. Beide Geschlechter tragen einen auffälligen Nasenaufsatz aus verlängerten Schuppen, der beim Weibchen zum Vorderende hin blattartig verbreitert und beim Männchen speerspitzenartig zugespitzt ist. Die Funktion dieses Nasenaufsatzes ist ungeklärt, die einzelnen Schuppen können abgespreizt werden. Langaha alluaudi und Langaha pseudoalluaudi besitzen im Gegensatz zu Langaha madagascariensis oberhalb der Augen zudem eine hornähnliche Skulptur.
Die Augen sind mittelgroß und besitzen senkrechte Pupillen. Wie die meisten australischen Nattern besitzen sie ophistoglyphe Giftzähne im hinteren Bereich des Oberkiefers, davor sitzen kleinere Haltezähne.

## Verbreitung und Lebensraum
Das Verbreitungsgebiet der Blattnasennattern ist auf Madagaskar beschränkt. Dabei ist die häufigste Art, Langaha madagascariensis, fast auf der gesamten Insel anzutreffen, allerdings wird eine stark verstreute Verbreitung angenommen. Im Zentrum der Insel sowie in einigen nord- bzw.  südöstlichen Gebieten wurde sie noch nicht gefunden. Am häufigsten ist sie im nördlichen Bereich, als Terra typica wird Nosy Be angegeben.
Als Lebensraum werden vor allem Trocken- und Regenwälder mit krautigem Unterbewuchs sowie ausgedehnte Farnflächen bevorzugt, daneben sind die Schlangen allerdings auch in fast allen anderen Biotopen anzutreffen.

## Lebensweise

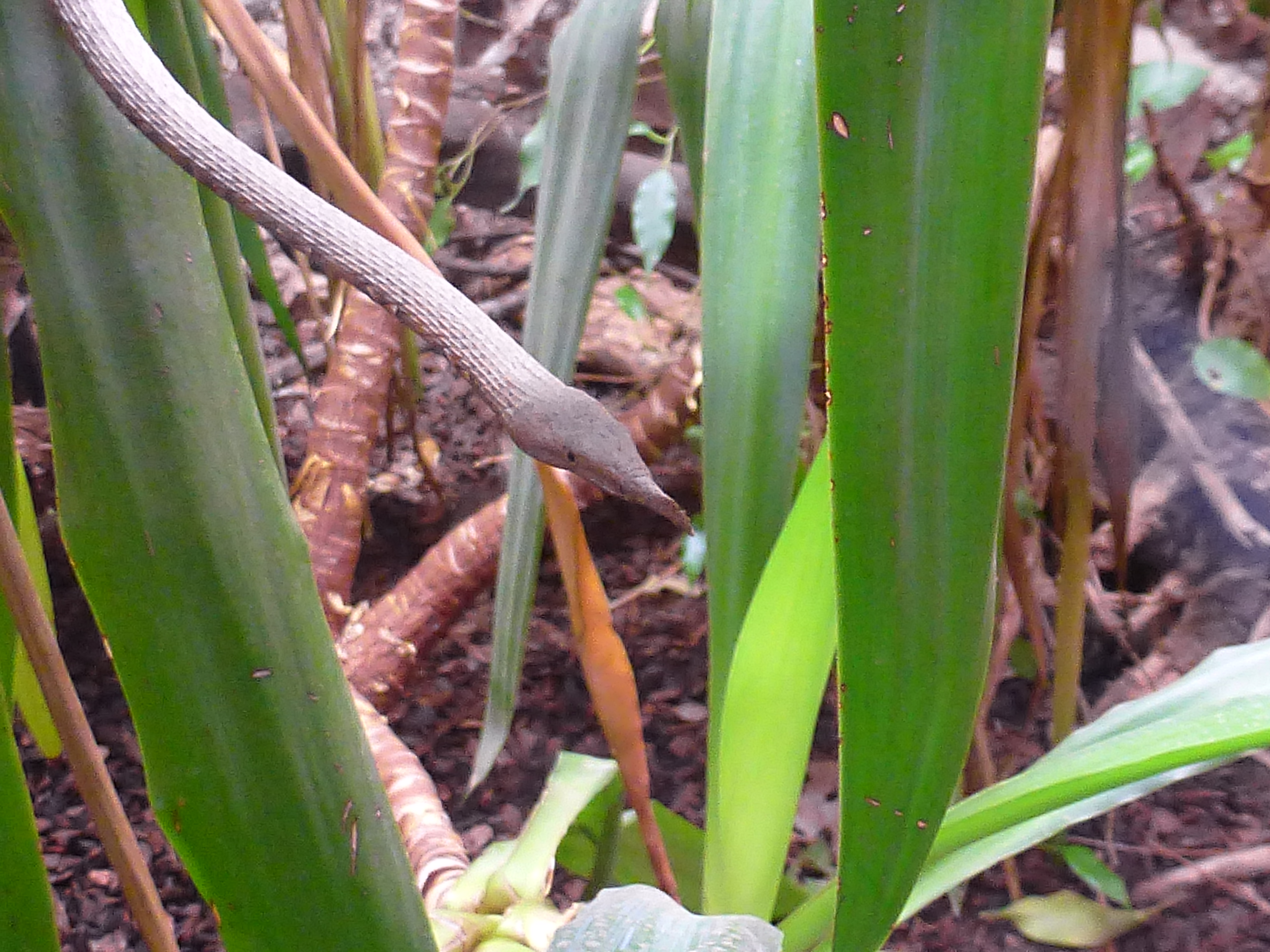
Blattnasennatter im TerraZoo Rheinberg

Die Blattnasennattern sind vornehmlich dämmerungs- und nachtaktiv und leben vor allem auf dem Boden oder in bodennahem Geäst. Sie sind Lauerjäger und warten auf ihre potentiellen Opfer in einer nahezu bewegungslosen Haltung, in der sie aufgrund ihrer Form und Färbung sehr schnell mit Ästen verwechselt werden können. Ihre Nahrung besteht vor allem aus Fröschen, Chamäleons und anderen Eidechsen oder kleinen Vögeln.
Die Tiere sind eierlegend (ovipar) und die Entwicklung der Jungschlangen beginnt erst mit der Eiablage. Details zur Fortpflanzung sind nicht bekannt, eiertragende Weibchen konnten vor allem in den Monaten November bis Februar entdeckt werden während Jungschlangen vom März bis April auftauchen.

## Systematik
Aus der Gattung der Blattnasennattern sind bislang drei Arten beschrieben worden:
- Langaha alluaudi Mocquard, 1901
- Langaha madagascariensis Bonaterre, 1790
- Langaha pseudoalluaudi Domergue, 1988

Letztere ist nur anhand von zwei Exemplaren bekannt und unterscheidet sich von Langaha alluaudi nur durch die unterschiedliche Ausgestaltung der Kopfschuppen sowie das sich nicht überschneidende Verbreitungsgebiet.

## Bedrohung und Schutz
Die Blattnasennattern sind wie die meisten madagassischen Wildtiere vor allem durch den Rückgang ihres Lebensraumes bedroht. Konkrete Angaben über den Gefährdungsgrad der drei Arten werden nicht gemacht, eine Einstufung in die Rote Liste gefährdeter Arten existiert nicht. Aufgrund ihrer auffälligen Kopfform und dem Nasenaufsatz sind die Tiere als Terrarientiere beliebt und werden entsprechend gefangen und exportiert. Eine Handelseinschränkung gibt es dabei für keine der Arten, ein Antrag zur Aufnahme in den Anhang II der CITES-Vereinbarung aus dem Jahr 2004 wurde nicht angenommen.